# Fűzlevelű gyöngyvessző
A fűzlevelű gyöngyvessző (Spiraea salicifolia) a rózsafélék családjába tartozó, patakparton, nedves réteken növő cserje. 

## Megjelenése

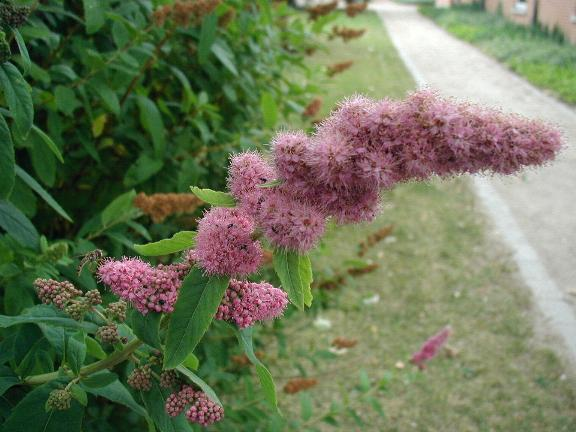
Virágzata

A fűzlevelű gyöngyvessző 0,5-1,5 (-2) méter magas lombhullató cserje. Ágai felállóak, nem elágazóak, vékony világosbarna kérgűek. Kérge szalagosan leváló. Levelei váltakozó állásúak, 4–8 cm hosszúak, 1-2,5 cm szélesek, hosszúkás lándzsa alakúak. Szélük egyenlőtlenül, néha kétszeresen fűrészes, válluk ék alakú, a levélnyél igen rövid. A levelek színe csupasz, fonákja világosabb zöld és finoman molyhos lehet. Ősszel barnássárgára színeződik.
Június-augusztusban virágzik. Apró, 5–7 mm átmérőjű, porzót és termőt is tartalmazó virágai tömött bugákban nyílnak a szárvégeken. A virágzat 5–15 cm hosszú, megnyújtott kúp vagy ovális formájú. A csésze- és sziromlevelek száma 5-5. Szirmai színe halvány- vagy sötétrózsaszín, alakjuk széles tojásdad, 2,5–4 mm hosszúak. 15-60 porzója legalább kétszer hosszabb a szirmoknál. A termő öttagú, a bibeszálak alapjuknál összenőttek, végüknél szétállóak. A virágokat rovarok porozzák be.
Termése tüszőcsokor; az egyes fél centiméteres termések az alapjuknál összenőnek, bennük 2-10 db pálcika alakú mag található.

## Elterjedése
Eurázsia mérsékelt övi vagy északi hideg vidékein (egészen a tundráig) honos Európától Oroszországon és Mongólián keresztül Észak-Kínáig, Koreáig és Japánig. Európában csak a kontinens középső részén található meg Felső-Ausztria és Erdély között, őshonossága vitatott. Észak-Amerikában is helyenként kivadult a kertekből. Magyarországon őshonosnak tekintett állománya (mintegy százezer egyeddel) csak Belső-Somogy homokvidékének lápjain él. Ezen kívül országszerte (pl. Nagykanizsa, Kőszeg, Debrecen, Nyírábrány, Szombathely, Pálháza, Nagyhuta) ismertek kertekből kivadult populációi. 

## Életmódja
Elsősorban vizes élőhelyek, folyó és patakpartok magaskórósai vagy nedves rétek, lápok növénye. Fénykedvelő. A savanyú vagy semleges kémhatású, mészszegény talajt részesíti előnyben.
Június-augusztus között virít, termést pedig július-szeptemberre érlel. Rovarok porozzák be. Vegetatív úton is jól szaporodik, gyökérsarjai révén nagy sarjtelepeket alkothat. 

## Jelentősége
Dísznövényként alkalmazzák, tarackról szaporítva főleg vízpartok beültetésére alkalmas. Fiatal levelei főzve ehetőek. C-vitaminban gazdag. A hagyományos gyógyászatban köhögés és megfázás ellen, éretlen magvait véres hasmenés ellen alkalmazták. 

## Természetvédelmi helyzete
A fűzlevelű gyöngyvessző nem szerepel a Természetvédelmi Világszövetség Vörös listáján. Magyarországon vadon élő példányai 1982 óta védettek, természetvédelmi értékük 10 000 Ft. Elsősorban élőhelyének eltűnése, a lápok kiszáradása fenyegeti, bár a somogyi égerlápok védettek (Barcsi Tájvédelmi Körzet). Fényigénye miatt az erdők terjedésével visszaszorulhat, illetve lokálisan a túlszaporodott vadállomány kártétele lehet jelentős.

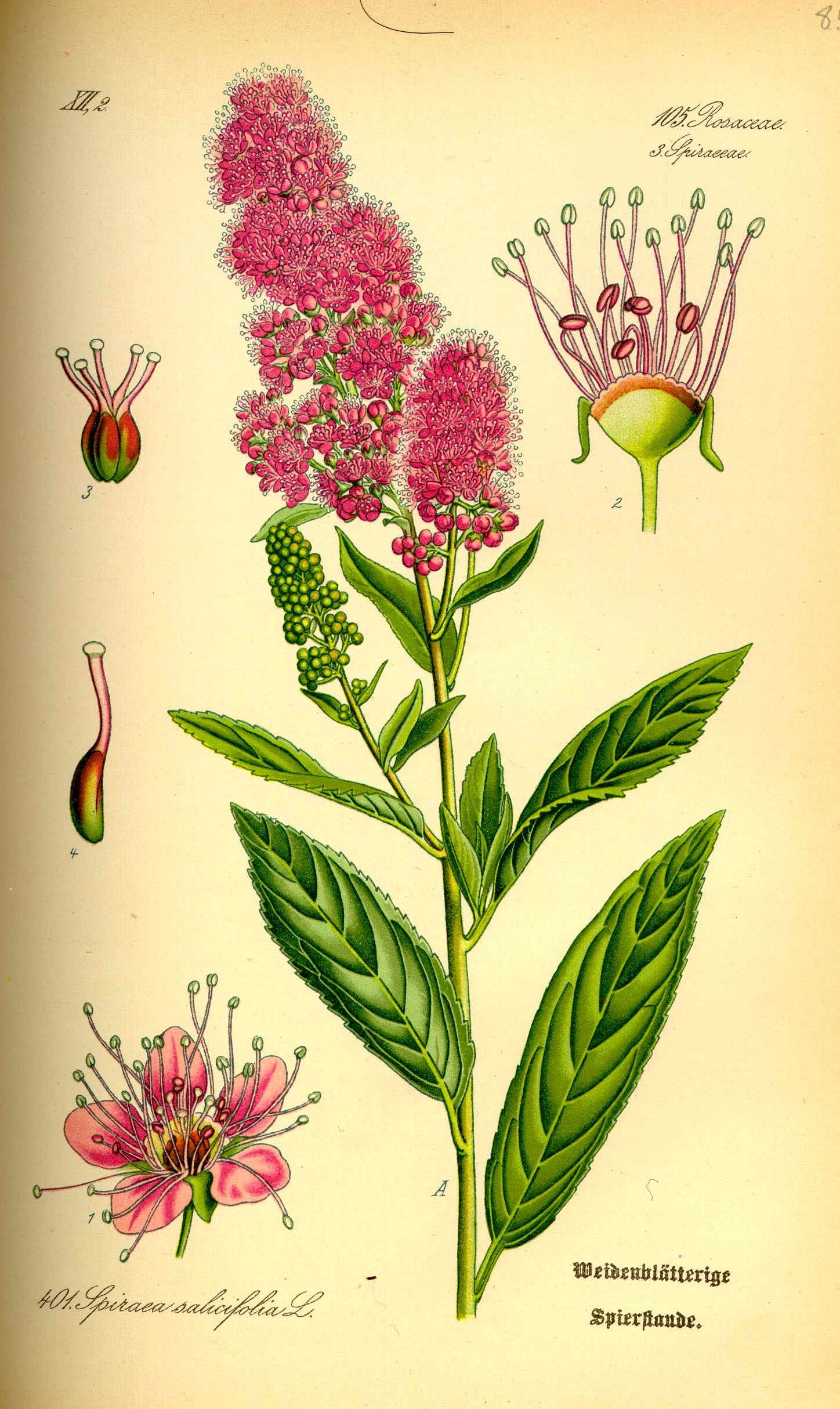
Fűzvelevű gyöngyvessző az 1885-ös Flora von Deutschland, Österreich und der Schweiz-ban
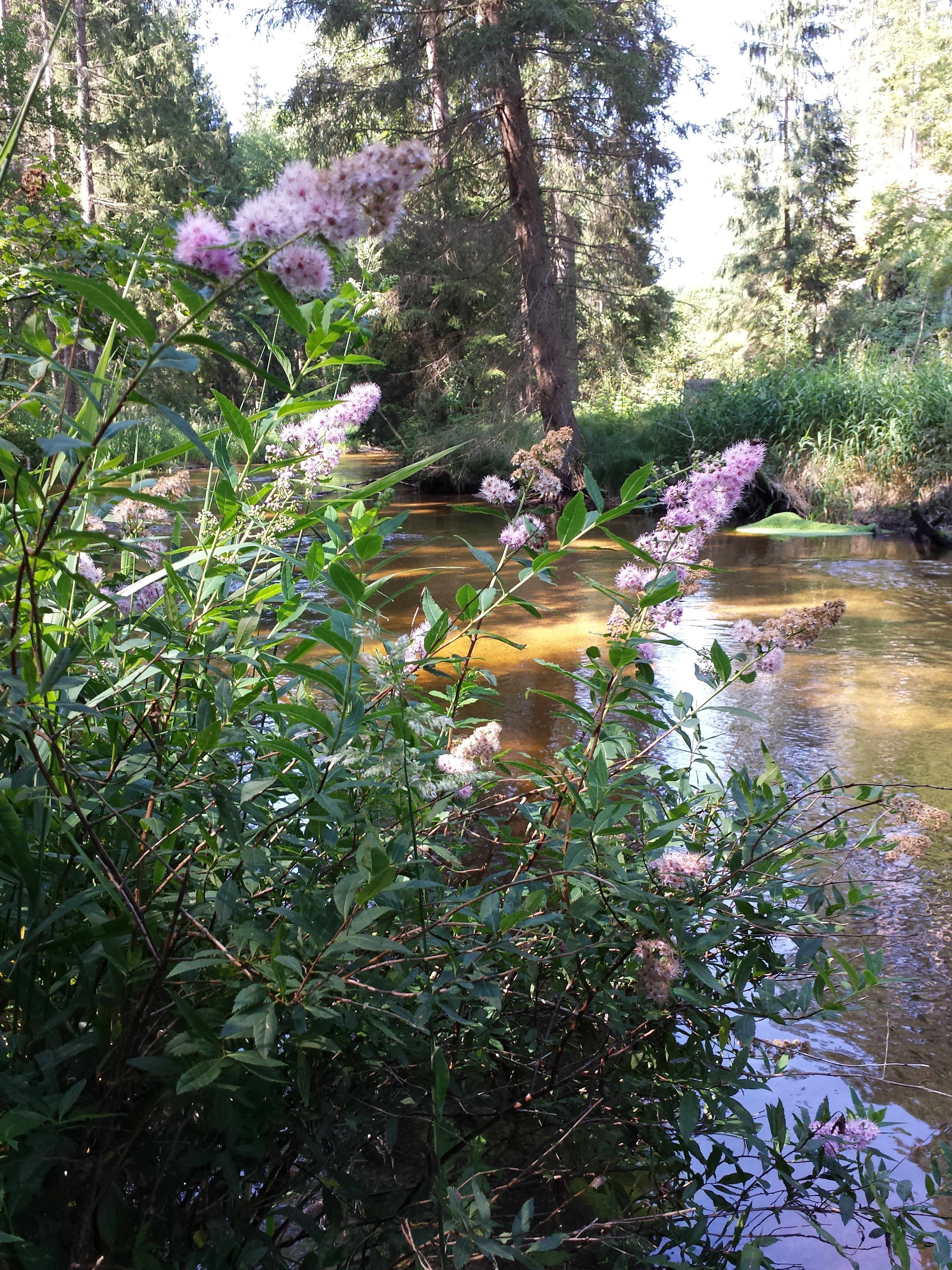
Élőhelyén
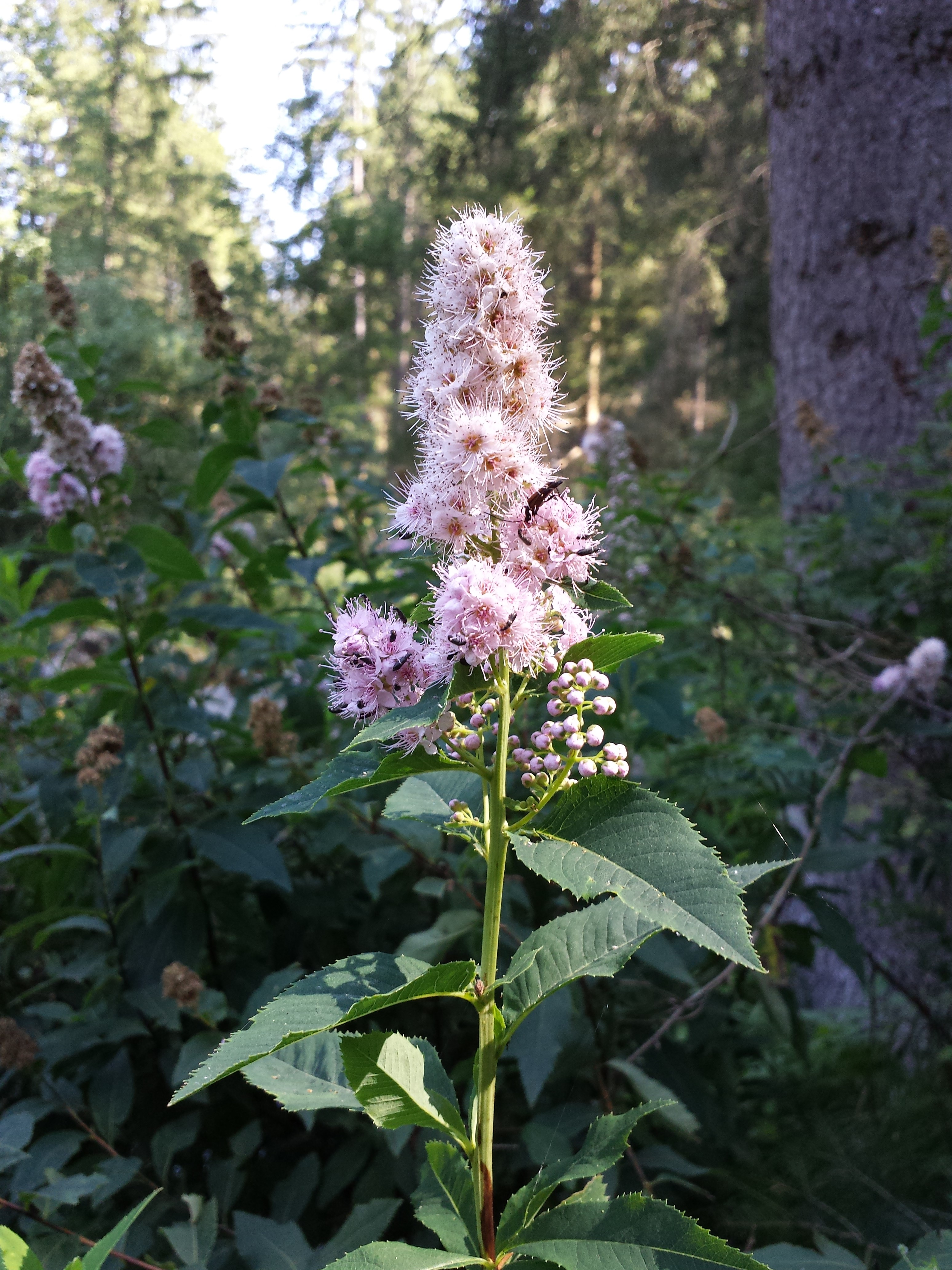
Virágzata
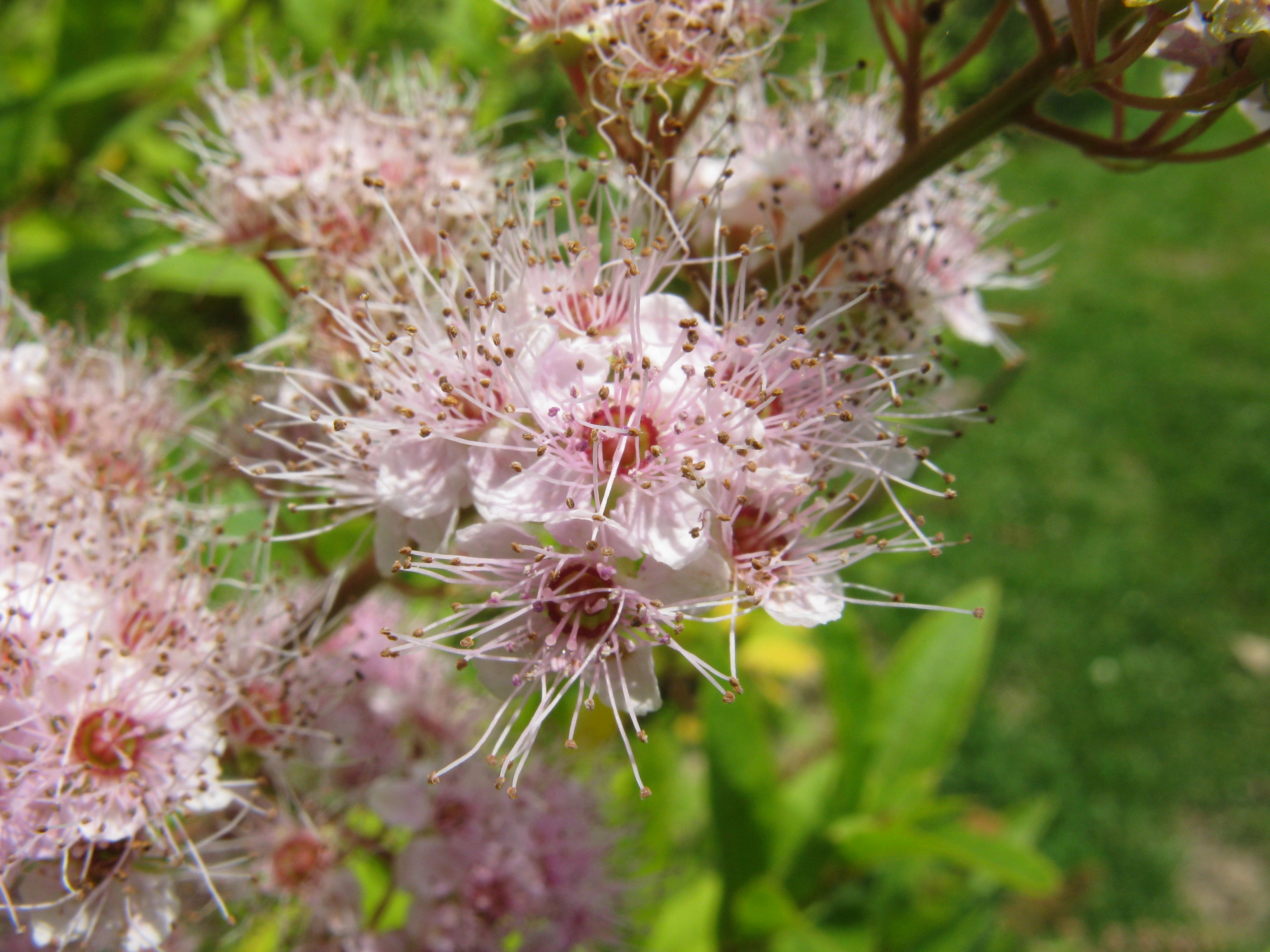
Virágai
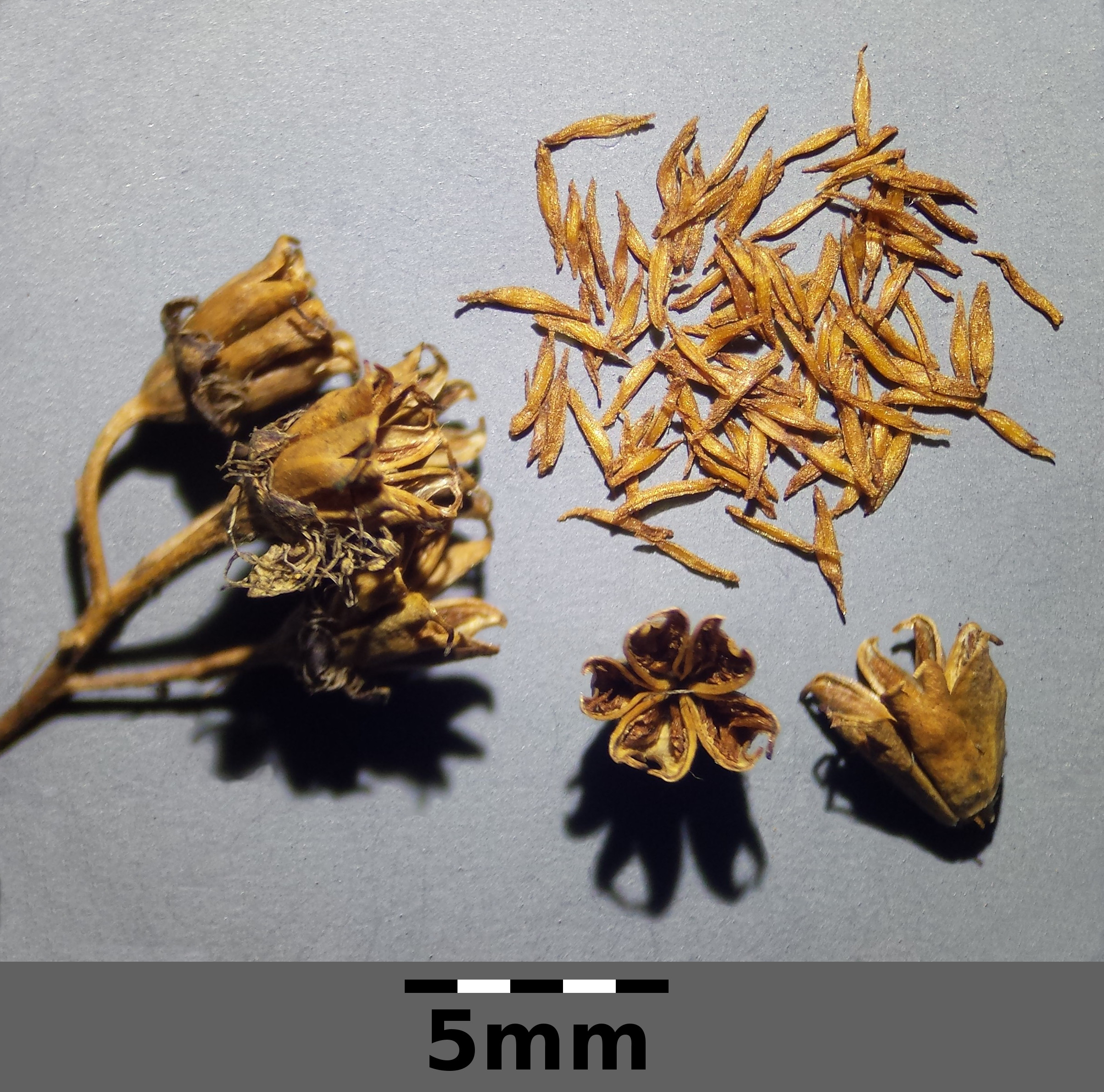
Termése és magvai